# Барышевский, Леонид Михайлович
Леонид Михайлович Барышевский (1914—2003) — советский металлург, лауреат Ленинской премии 1964 года.

## Биография
Родился 23 марта 1914 года в селе Вавилово на Украине.
Окончил Северо-Кавказский индустриальный техникум в г. Ростов-на-Дону (1933) и в 1951 году без отрыва от производства — институт.
В 1967 году по итогам защиты обобщающего доклада «Исследование, разработка и внедрение новых материалов и технологических процессов для изготовления форм и стержней в массовом производстве отливок сельхозмашин» присвоена учёная степень кандидата технических наук.
С 1933 по 1998 год работал на «Ростсельмаше»:
- 1933—1935 инженер по подготовке производства, конструктор модельного цеха.
- 1935—1941 мастер, старший мастер плавильного отдела цеха ковкого чугуна (КЧ).
- 1941—1944 технолог по плавке и отжигу цеха КЧ (с 1942 года в эвакуации в Ташкенте).
- 1944—1945 старший инженер-технолог отдела главного металлурга.
- 1945—1946 заместитель начальника цеха ковкого чугуна.
- 1946—1947 главный металлург завода.
- 1947—1952 начальник цеха ковкого чугуна.
- 1952—1983 главный металлург завода.
- 1983—1989 начальник металлургического управления (МУ) ГПО «Ростсельмаш».
- 1989—1998 ведущий инженер-технолог МУ АО «Ростсельмаш».

Автор 25 изобретений. Один из разработчиков технологии производства отливок из ковкого чугуна с низким содержанием серы и повышенными физико-механическими свойствами.
С 1962 по 1995 год председатель государственной комиссии по защите дипломных проектов инженеров-механиков по специальности «Машины и технология литейного производства» в РИСХМ и ДГТУ.
Лауреат Ленинской премии 1965 года — за разработку, внедрение в производство и создание комплекса прессовых установок и прессовых автоматических линий для изготовления литейных земляных форм методом прессования под высоким давлением.
Заслуженный металлург РСФСР (1979). Награждён орденами Трудового Красного Знамени и «Знак Почёта», серебряной медалью ВДНХ (1964).

## Награды
- Орден Трудового Красного Знамени
- Орден «Знак Почёта»
- Ленинская премия[1]
- Заслуженный металлург РСФСР
- Четыре Серебряных медали ВДНХ (1956, 1964, 1989, 1990)[2][3][4][5]
- Бронзовая медаль ВДНХ (1971)[6]